# 유진버스
유진버스(柳進bus)는 울산광역시에 위치한 시내버스 운수 업체이고, 본사는 울산광역시 울주군 청량읍 웅촌로 1263 율리공영차고지에 위치해 있다

## 개요
- 2004년 4월 20일에 경진여객 분리 독립 신규 승인 설립되었으며, 이는 울산광역시 버스회사 중 가장 나중에 설립된 업체이기도 하다.
- 울산여객, 남성여객, 한성교통과 동일한 계열사이다.

## 역사
- 이전에는 울산에서는 경진여객(慶進旅客)이라는 업체가 운행을 하고 있었으나, 임금체불과 경영부실로 인해 2003년 10월에 운행이 정지되었고,[1] 2004년 2월에 최종적으로 운행이 중단되어 폐업하였다.

- 2004년 4월: 회사 설립 (동구 방어동 1039번지) [방어진공영차고지]
- 2011년 11월: 북구 창평동 813-3번지로 본사 이전 [농소공영차고지]
- 2015년 2월: 울주군 청량면 웅촌로 1263 본사 이전 [율리공영차고지]

2015년 2월, 한성교통과 함께 울산, 남성여객 계열사로 인수합병되면서 4개 회사가 계열사로 운영된다.

합병 이후, 유진버스 차량이 공동노선에 예비로 종종 운행을 하며 울산, 남성여객ㆍ한성교통 차량이 유진노선에 운행하기도 한다.

## 운행 노선
| 노선번호 | 기점        | 종점               | 주요경유지 | 기점첫차 종점첫차 | 기점막차 종점막차 | 운행대수 |
| -------- | ----------- | ------------------ | --- | ----------------- | ----------------- | -------- |
| 102      | 꽃바위      | 달천회관 (순환)    | 문현관↔현대중공업↔남목↔현대자동차↔효문공단↔연암동↔울산공항↔농소차고지↔호계↔신천↔쌍용아진 | 05:20 05:10       | 22:40 -           | 10       |
| 122      | 꽃바위      | 매곡               | 방어동주민센터↔현대중공업↔남목↔현대자동차↔오토밸리로↔연암종점↔화봉동↔울산공항↔신천 | 05:10 05:00       | 22:50             | 13       |
| 133      | 꽃바위      | 울산 과기원        | 방어동주민센터↔현대중공업↔남목↔아산로↔태화강역↔현대백화점↔KBS↔장춘로/강북로↔태화동↔굴화주공↔구영주공↔범서읍사무소 | 05:25             | 22:30 22:40       | 12       |
| 205      | 농소 차고지 | 덕하 차고지        | 울산공항↔화봉동↔북구청남문↔한국폴리텍대학↔병영↔학성공원↔강북로/학성로↔시청↔공업탑↔울산대공원동문↔덕하↔온산읍사무소↔동원아파트↔LG하우시스 | 05:10 05:40       | 22:35 22:40       | 12       |
| 207      | 달천회관    | 태화강역           | 달천아이파크1차↔쌍용아진그린타운1차↔홈플러스북구점↔골드클래스↔약사고등학교↔성안입구↔복산1동행정복지센터↔울산고등학교↔KBS방송국↔목화예식장(좋은의사들안과병원)↔시외고속버스터미널.신세계안과의원                                                   | 05:40 05:30       | 22:40 22:30       | 5        |
| 235      | 농소 차고지 | 덕하 차고지        | 울산공항↔북구청↔롯데마트진장점↔병영↔학성공원↔강북로↔시청↔공업탑↔야음시장↔변전소↔태광산업↔덕하역 | 05:15 05:50       | 22:35 22:45       | 8        |
| 358      | 신화 차고지 | 성안고가 하부도로  | 울산산업고등학교↔언양임시시외버스터미널↔울산역↔예비군훈련장입구↔반천현대아파트↔범서읍행정복지센터↔구영리↔다운동아아파트↔근로복지공단.산업인력공단→성안고가하부도로→복산1동행정복지센터→안전보건공단.동서발전→근로복지공단.산업인력공단(이후 역순) | 05:15 05:50       | 22:35 22:45       | 8        |
| 405      | 율리 차고지 | 화산보건 진료소    | 울주군청 ↔️ 법원 ↔️ 덕하 ↔️ 남창 ↔️ 진하 ↔️ 서생 | 05:30 05:50       | 21:55 22:00       | 2        |
| 422      | 율리 차고지 | 달천회관 (순환)    | 문수경기장↔울산대학교↔남운프라자↔태화동↔향교↔서동↔북구청남문↔화봉동↔울산공항↔농소차고지↔호계↔매곡↔쌍용아진 | 05:50 05:55       | 22:40 22:30       | 8        |
| 426      | 덕하차고지  | 변전소             | 덕하역↔남부순환로↔문수경기장↔울산대학교↔삼호주공↔태화동↔태화로터리↔신정시장↔시청↔공업탑↔수암시장↔변전소 | 05:00             | 21:50 22:40       | 4        |
| 472      | 농소 차고지 | 한솔 그린빌        | 울산공항↔효문공단↔북구청남문↔한국폴리텍대학↔병영↔학성공원↔구교로↔KBS↔공업탑↔법원↔울산대학교↔대복입구 | 05:25 05:20       | 22:30             | 4        |
| 715      | 태화강역    | 고리스포츠문화센터 | 고속터미널↔학성공원↔강북로↔시청↔공업탑↔울산대공원동문↔덕하↔망양↔남창↔울산온천↔진하해수욕장↔간절곶↔서생역 | 05:40 05:30       | 22:45 22:25       | 7        |
| 744      | 태화강역    | 한솔 그린빌        | 고속터미널↔학성공원↔강북로↔시청↔공업탑↔울산대공원동문↔덕하↔화정마을↔상정마을↔반정마을↔쌍용하나빌리지↔대복입구 | 06:00 06:23       | 22:30 21:50       | 2        |

## 보유 차종
현대자동차
- 현대 그린시티
- 뉴 슈퍼 에어로시티
- 저상 뉴 슈퍼 에어로시티
- 블루시티 일반형
- 블루시티 저상형
- 일렉시티 전기버스

## 사진

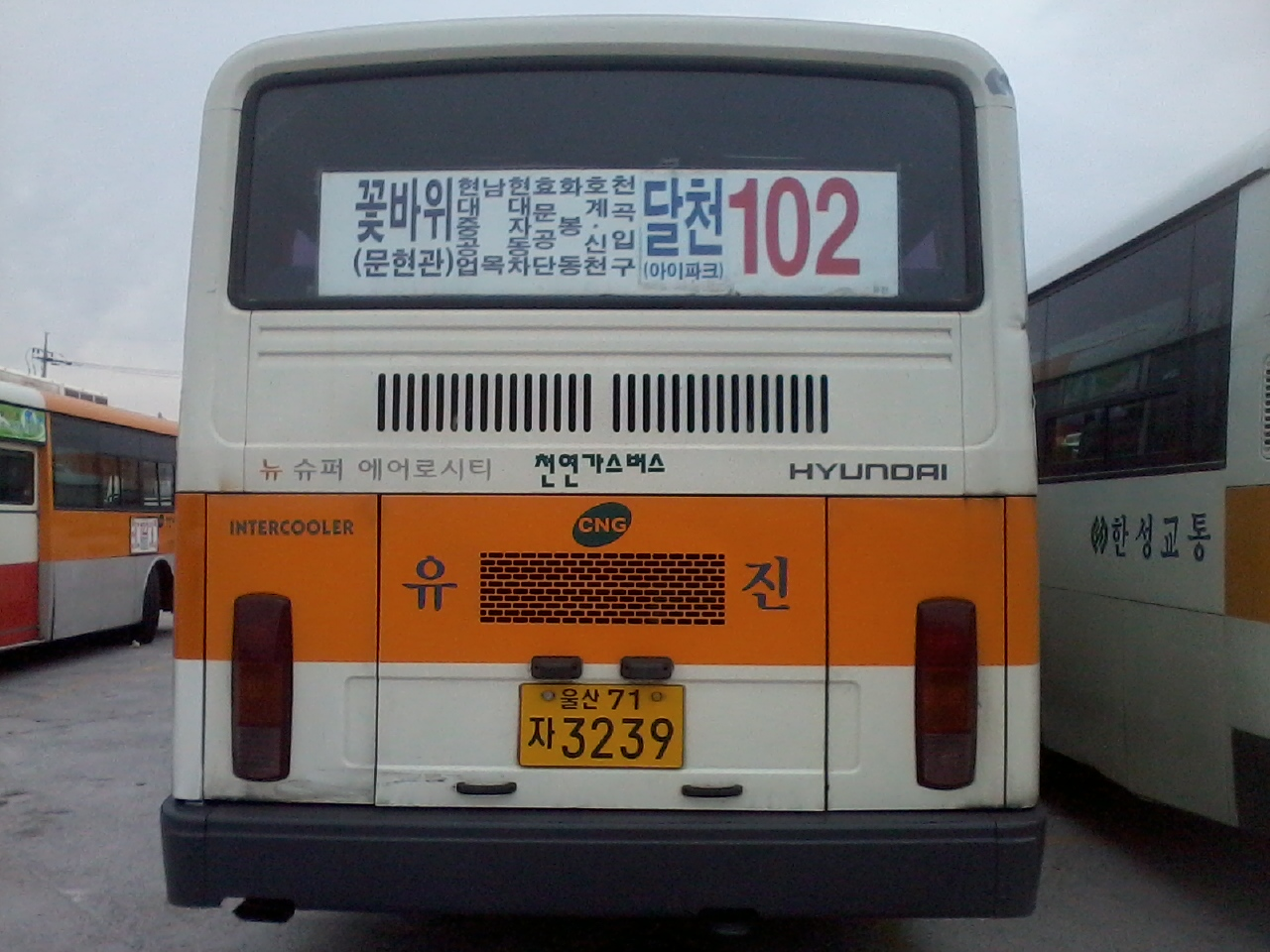
울산시내버스 102번 뒷면
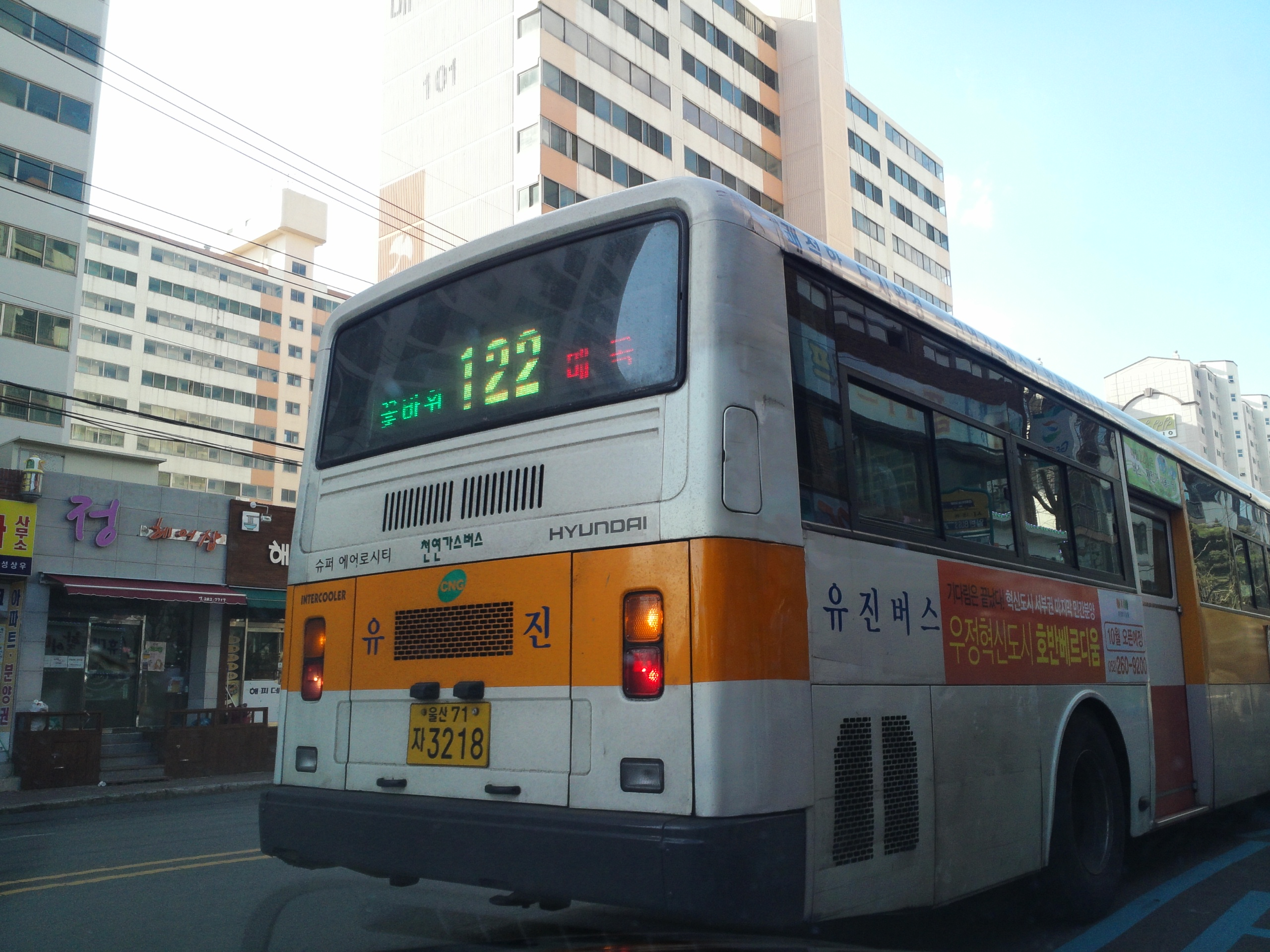
울산시내버스 122번
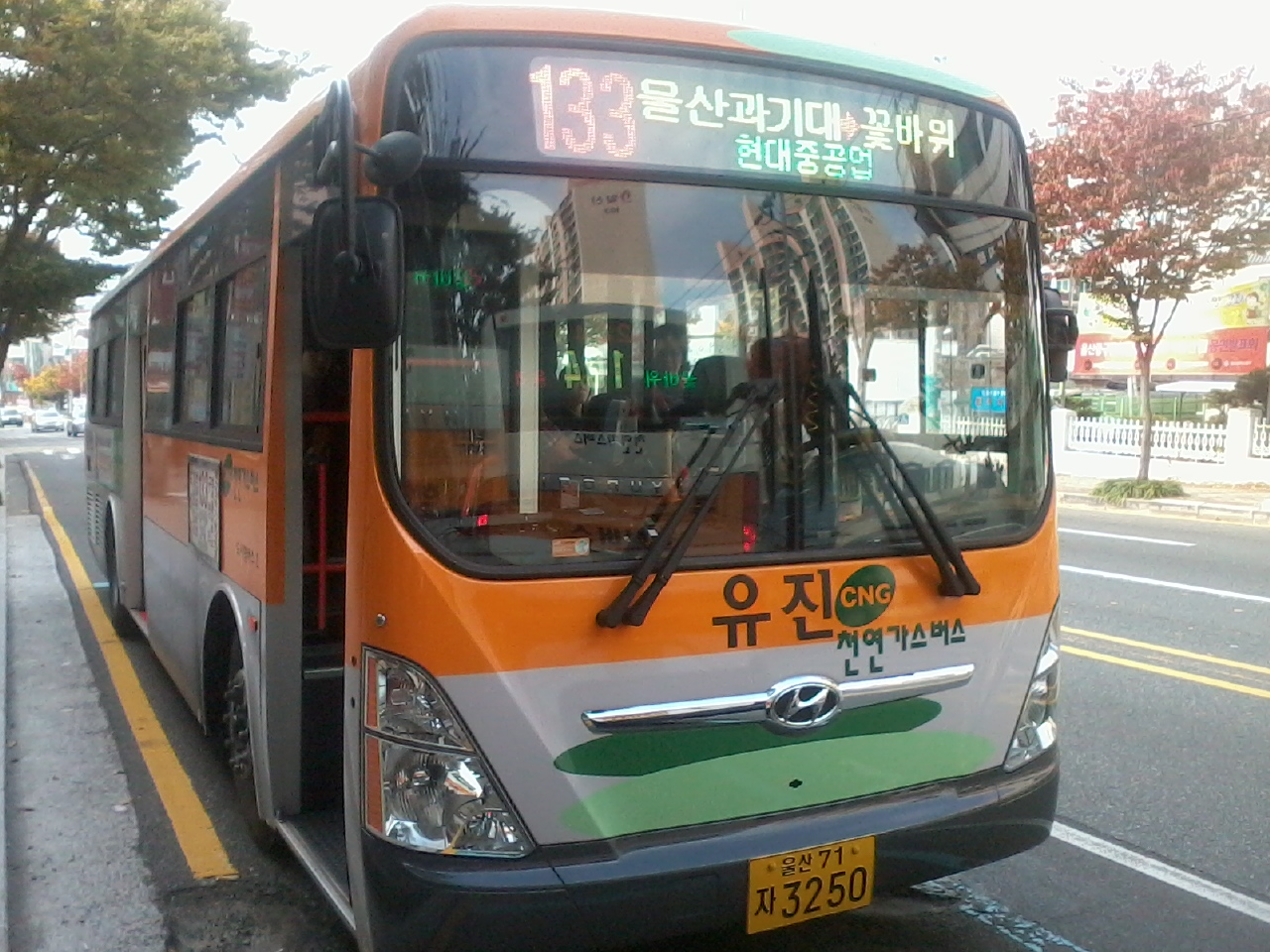
울산시내버스 133번
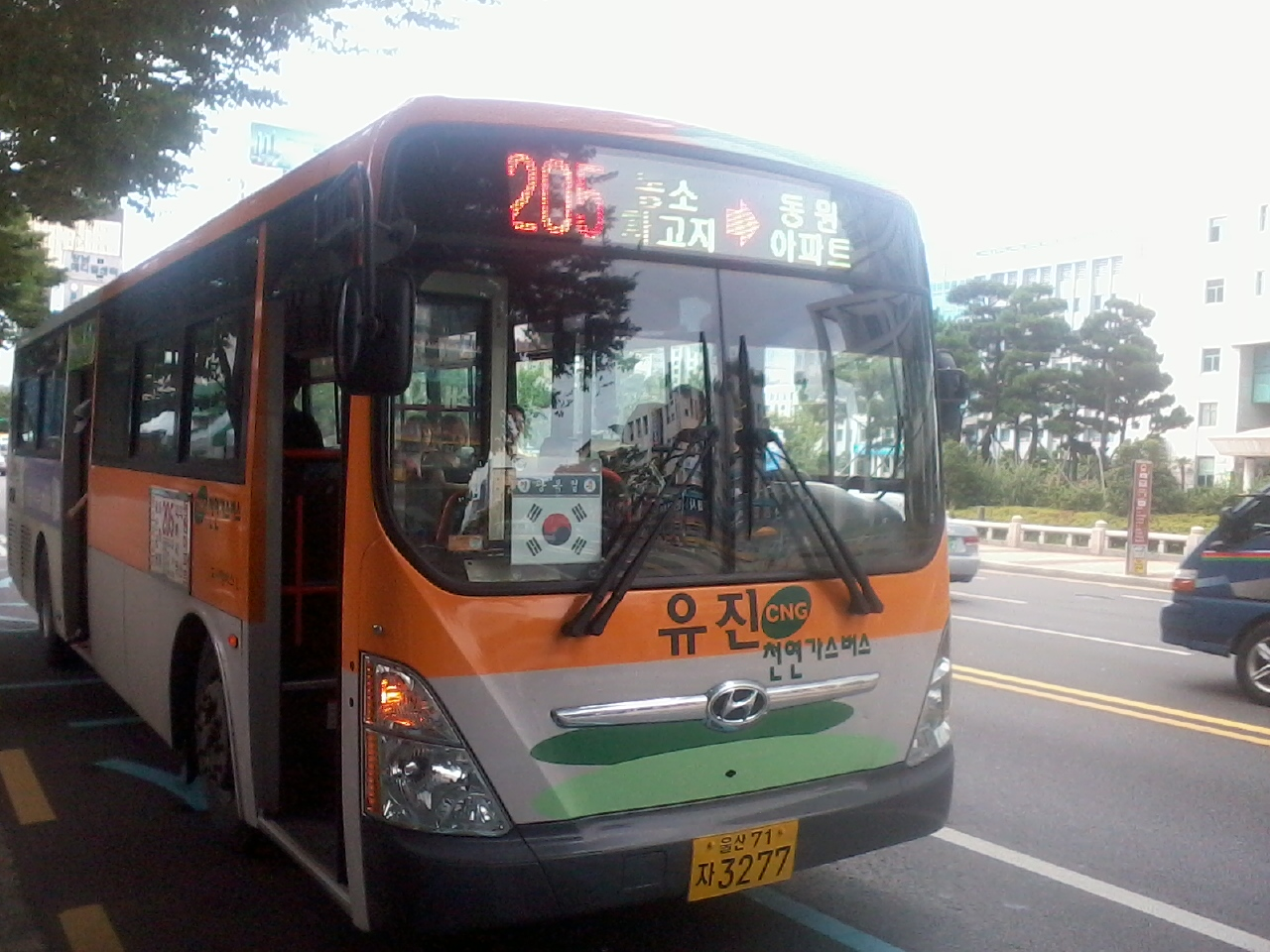
울산시내버스 205번
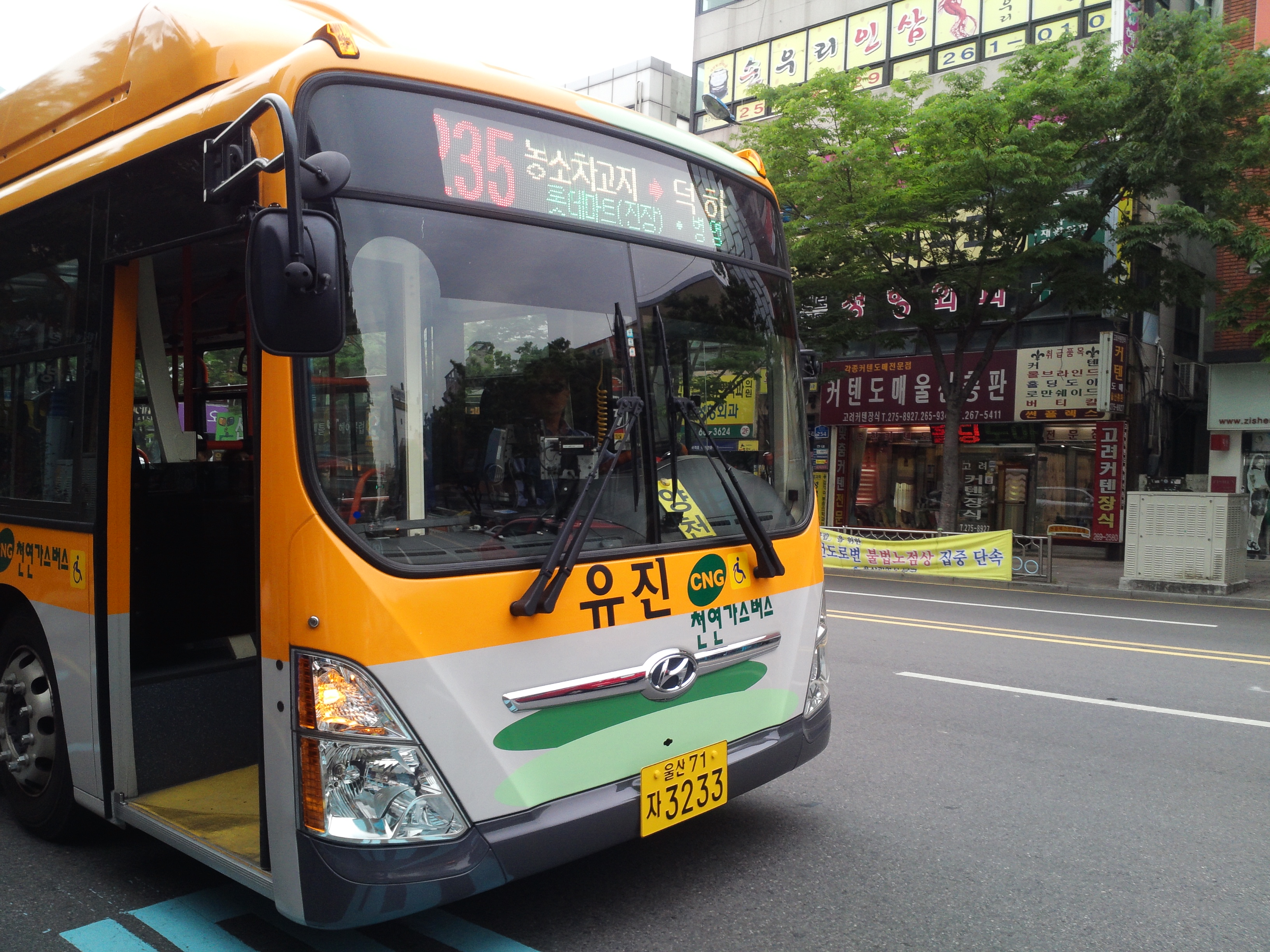
울산시내버스 235번 저상
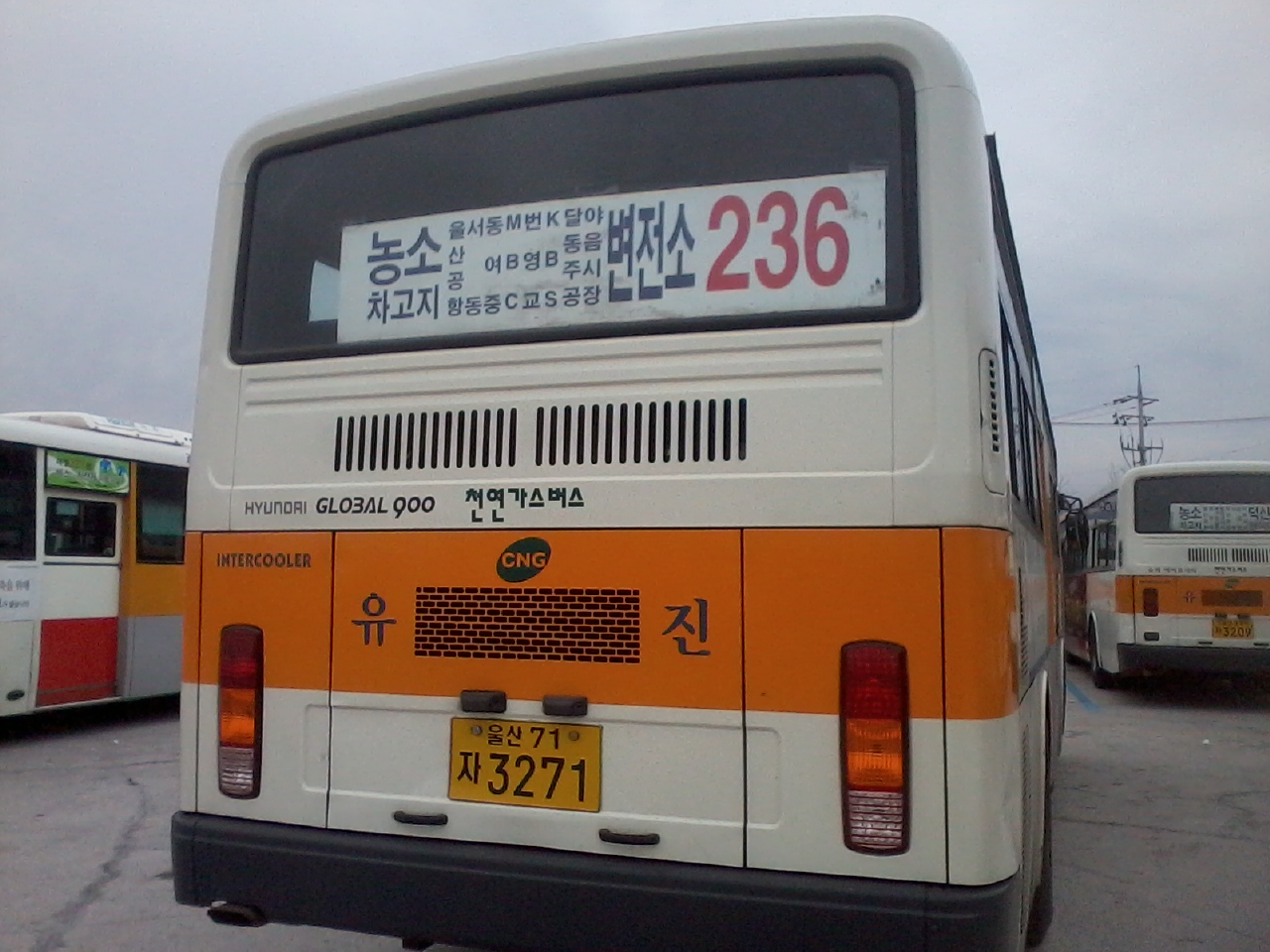
울산시내버스 236번 뒷면
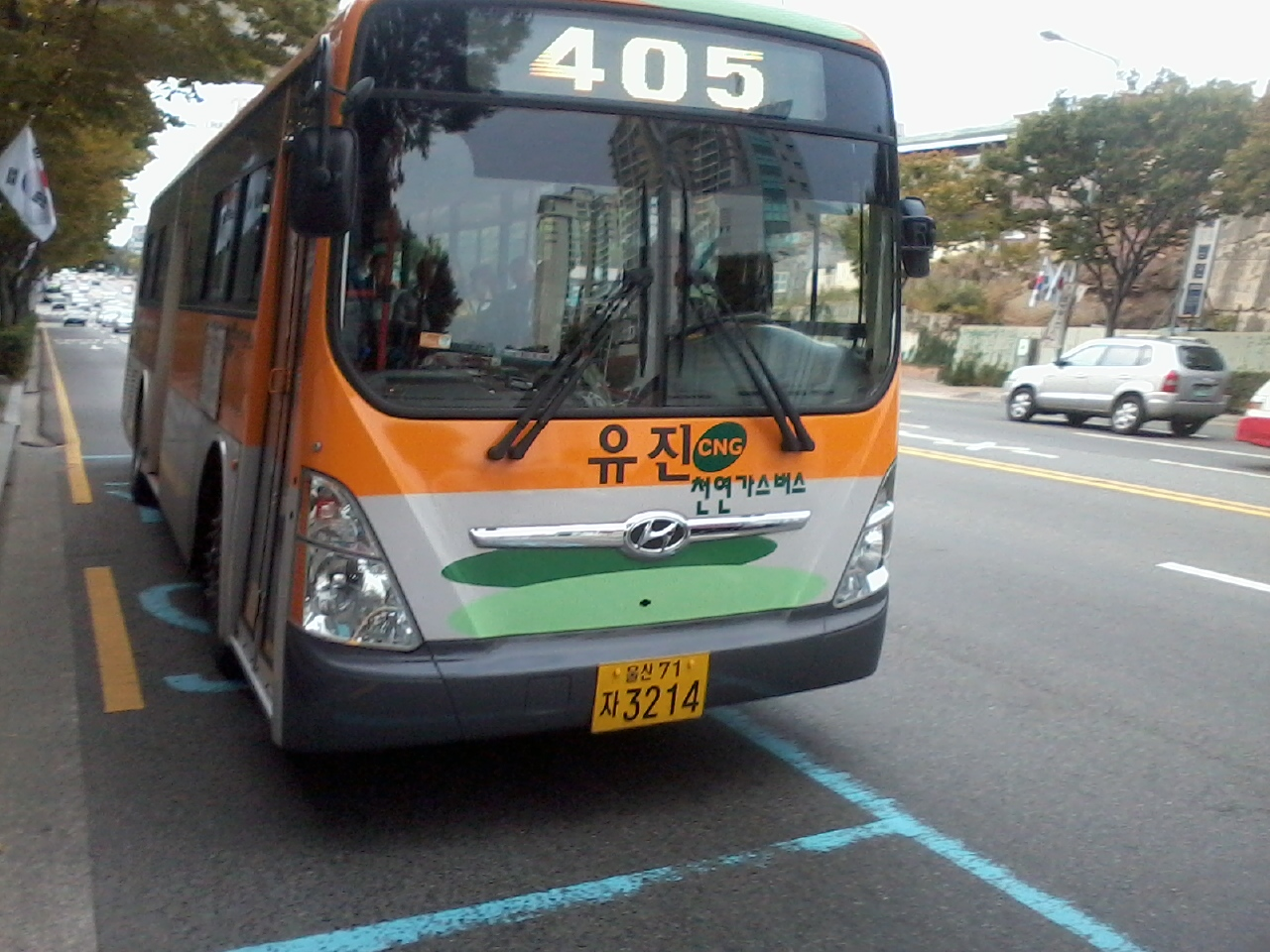
울산시내버스 405번
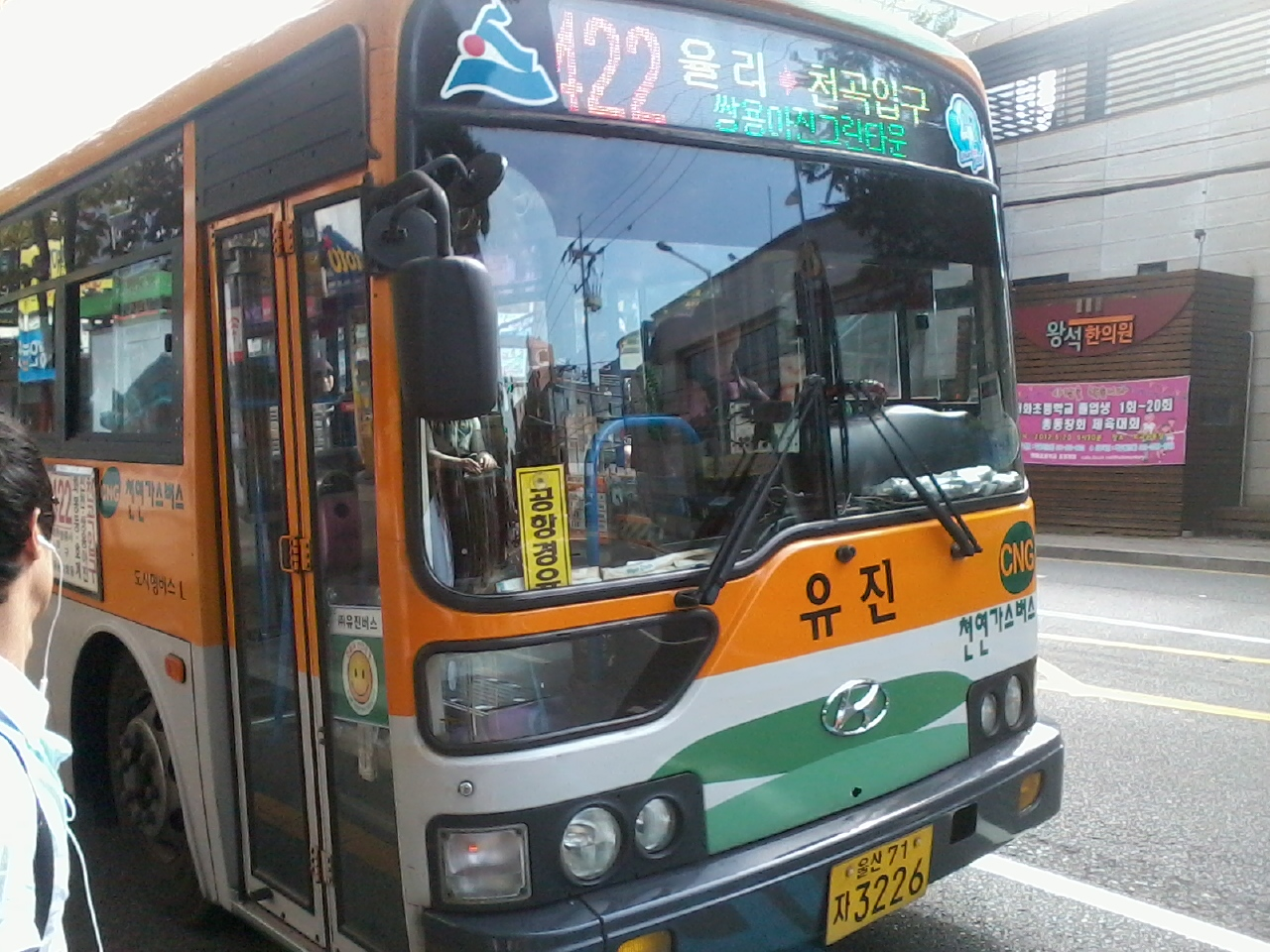
울산시내버스 422번
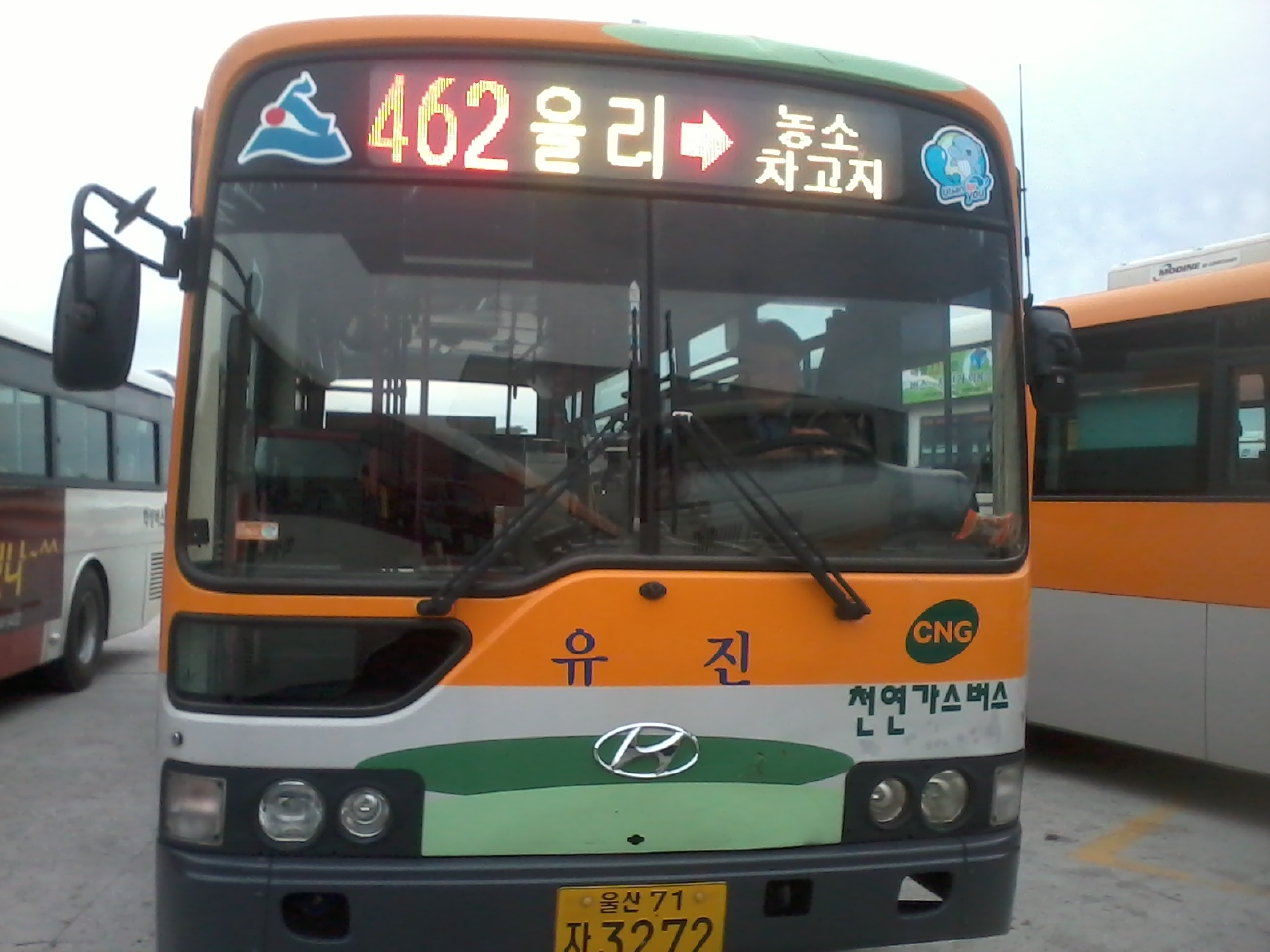
울산시내버스 462번
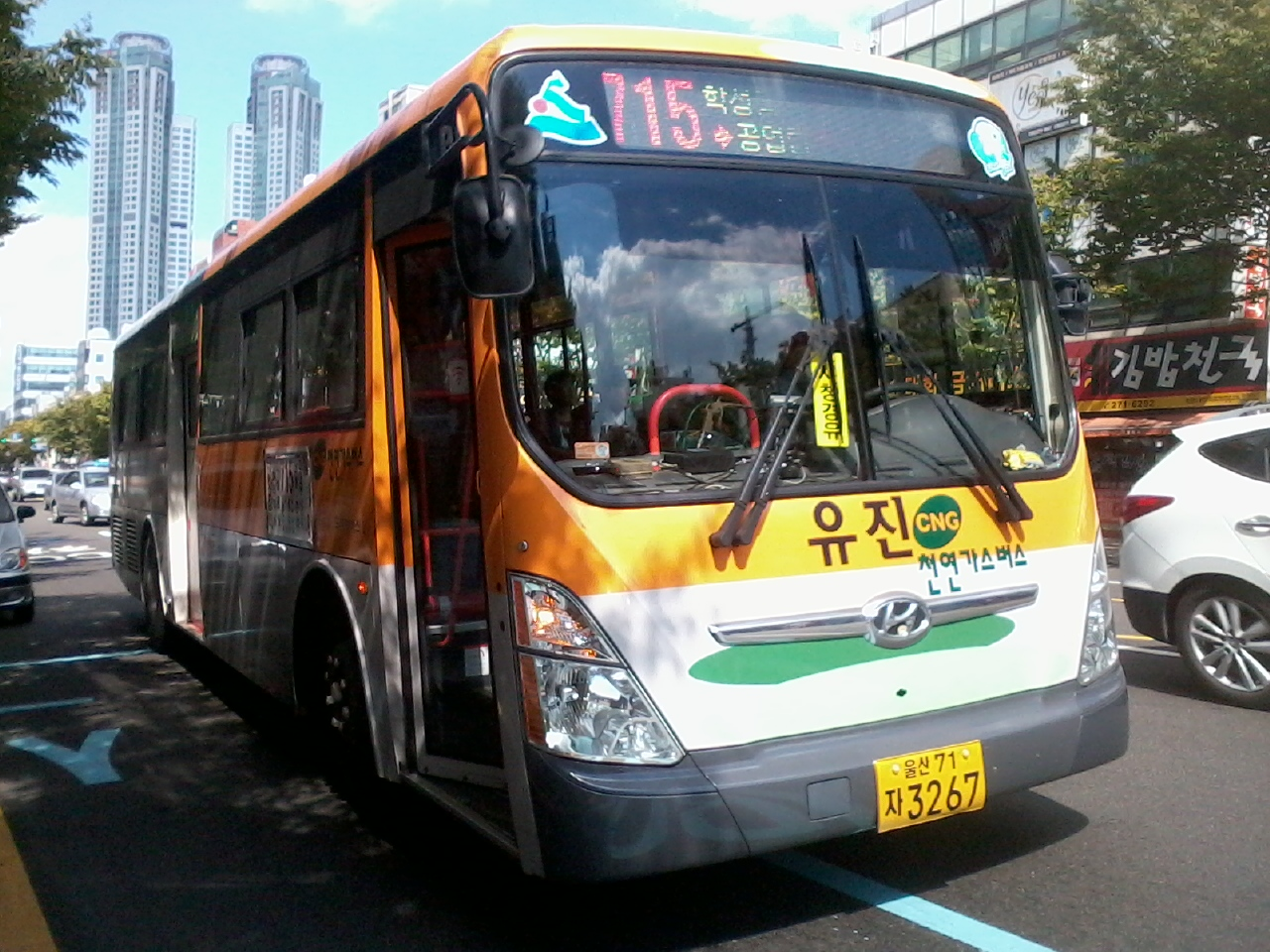
울산시내버스 715번
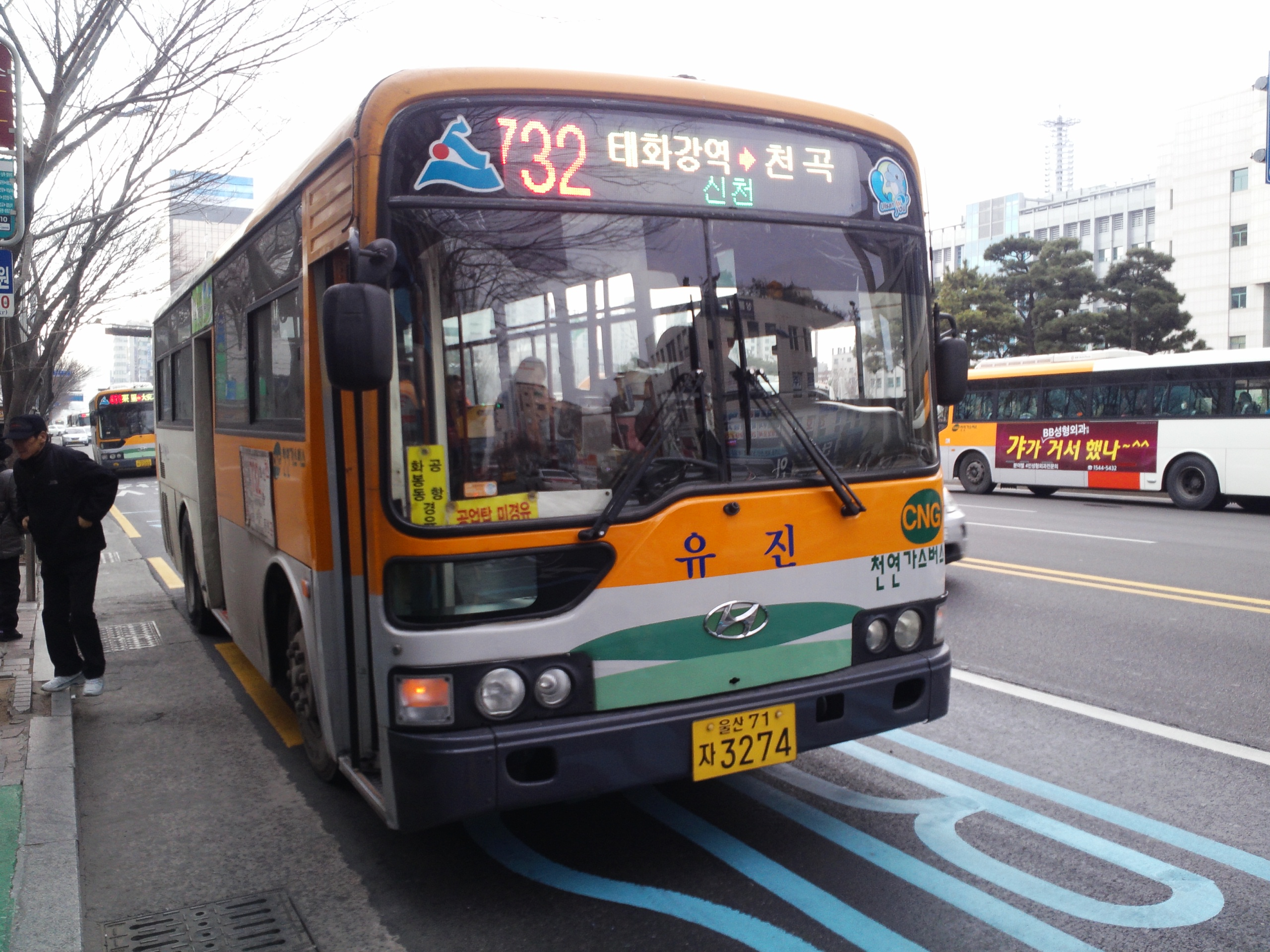
울산시내버스 732번
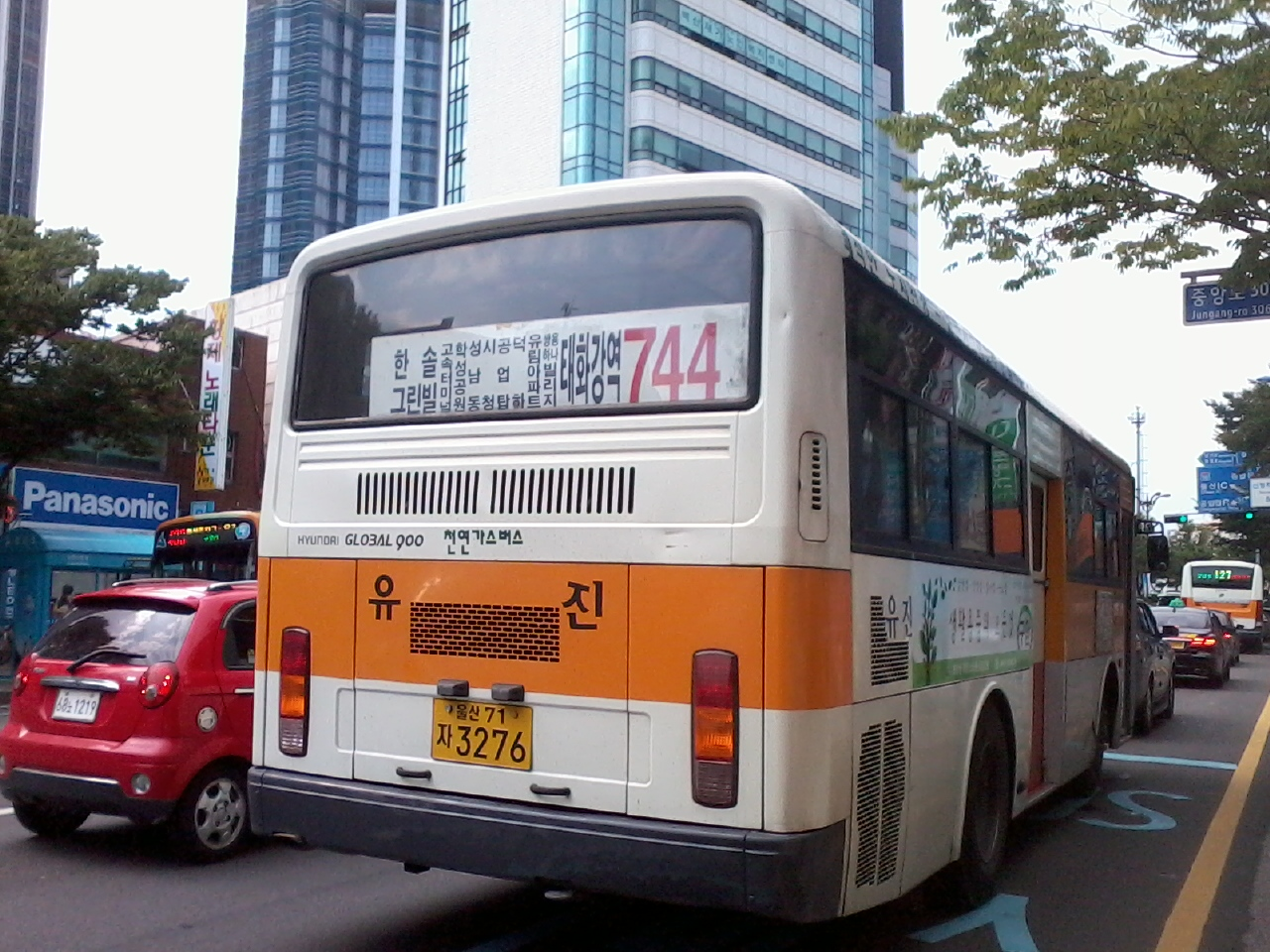
울산시내버스 744번
울산시내버스 1124번 (현재 일반버스로 전환되어 133번으로 운행하고 있음)